# سام روكوندو
سام روكوندو (بالإنجليزية: Sam Rukundo)‏ (مواليد 18 مايو 1980) هو ملاكم أوغندي، مثّل بلاده في الألعاب الأولمبية الصيفية 2004.

## روابط خارجية
سام روكوندو على موقع بوكس ريك (الإنجليزية) (registration required)
- سام روكوندو على موقع أوليمبيديا (الإنجليزية)